# Mimocacia ferruginea
Mimocacia ferruginea is een keversoort uit de familie boktorren (Cerambycidae). De wetenschappelijke naam van de soort is voor het eerst geldig gepubliceerd in 1937 door Breuning.